# Psilocaulon dimorphum
Psilocaulon dimorphum là một loài thực vật có hoa trong họ Phiên hạnh. Loài này được (Welw. ex Oliv.) N.E.Br. miêu tả khoa học đầu tiên năm 1928.